# Europaparlamentsvalet i Finland 2019
Europaparlamentsvalet i Finland 2019 ägde rum söndagen den 26 maj 2019. Runt 4,5 miljoner personer var röstberättigade i valet om de mandat som Finland hade tilldelats i valet. I valet tillämpade landet ett valsystem med partilistor och d’Hondts metod, utan någon spärr för småpartier. Finland var inte uppdelat i några valkretsar, utan fungerade som en enda valkrets.
Med anledning av Storbritanniens utträde ur Europeiska unionen utökades Finlands mandat från 13 till 14. Den sist valda kandidaten kom dock inte att tillträda sin plats förrän utträdet fullt ut hade genomförts. Centern förlorade ett mandat medan de Gröna vann två nya mandat, bland annat det sista mandatet som tillträddes efter Storbritannien lämnade.
Samlingspartiet och de Gröna fick tre mandat. Socialdemokraterna, Sannfinländarna och Centern fick två mandat. Svenska folkpartiet och Vänsterförbundet fick varsitt mandat. Kristdemokraterna fick över fyra procent av rösterna, men blev utan mandat även denna gång.

## Valda kandidater
Centern i Finland, Renew (2)
- Elsi Katainen
- Mauri Pekkarinen

Samlingspartiet, EPP (3)
- Sirpa Pietikäinen
- Petri Sarvamaa
- Henna Virkkunen

Socialdemokraterna, S&D (2)
- Eero Heinäluoma
- Miapetra Kumpula-Natri

Sannfinländarna, ID (2)
- Teuvo Hakkarainen
- Laura Huhtasaari

Vänsterförbundet, GUE/NGL (1)
- Silvia Modig

Gröna förbundet, G/EFA (2+1)
- Heidi Hautala
- Ville Niinistö
- Alviina Alametsä (sedan Brexit 1 februari 2020)

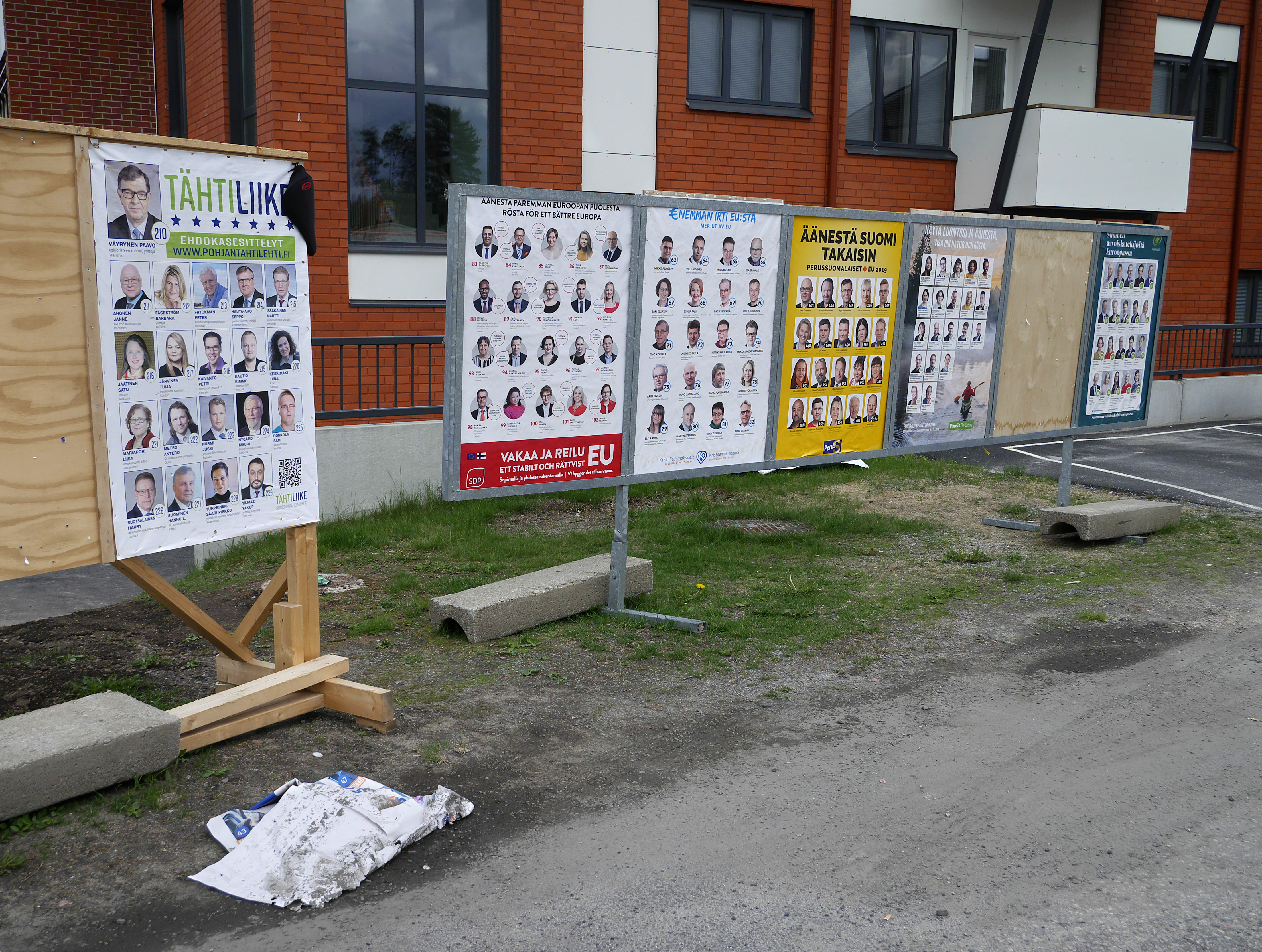
Valaffischer från Europaparlamentsvalet.

Svenska folkpartiet, Renew (1)
- Nils Torvalds